# Mirosław Mochnacki
Mirosław Mochnacki (ur. 16 lipca 1904 w Wojkowej, zm. 26 czerwca 1970) – polski matematyk, profesor Politechniki Śląskiej

## Życiorys
Ukończył studia na Uniwersytecie Poznańskim w 1931 roku. po studiach był nauczycielem w gimnazjum w Przemyślu i uczestnikiem seminariów u prof. Stefana Banacha we Lwowie. Od 1945 zatrudniony na Politechnice Śląskiej. W latach 1952-
1969 był dziekanem Wydziału Mechanicznego. W 1965 roku uzyskał tytuł profesora. Był kierownikiem Katedry Matematyki oraz dyrektorem Instytutu Matematyki na Wydziale Matematyczno–Fizycznym (obecnym Wydziale Matematyki Stosowanej) Politechniki Śląskiej.
Specjalista od analizy matematycznej, algebry i metod wariacyjnych.

## Odznaczenia
- Złoty Krzyż Zasługi (1954)[2]
- Krzyż Kawalerski Orderu Odrodzenia Polski
- Medal 10-lecia Polski Ludowej (1955)[3]